# Ellen Perez

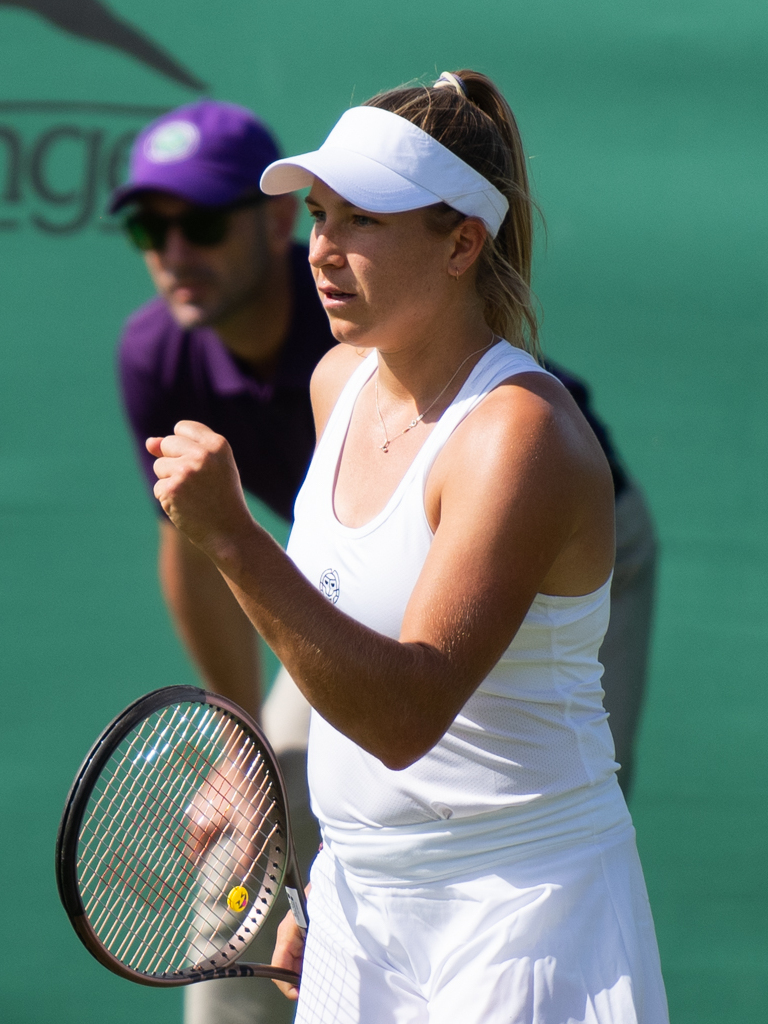
Wimbledon 2022 (kwalificatie)

Ellen Perez (Shellharbour, 10 oktober 1995) is een tennisspeelster uit Australië. Haar vader komt uit Spanje en haar moeder uit Noord-Macedonië. Haar favoriete ondergrond is hardcourt. Zij speelt linkshandig en heeft een tweehandige backhand. Zij is actief in het internationale tennis sinds 2012.

## Loopbaan
Met Abbie Myers won zij in 2013 het dubbelspel van het ITF-toernooi van Hongkong. Sinds 2014 traint Perez bij de University of Georgia.
In 2016 verkreeg zij samen met haar dubbelspelpartner Belinda Woolcock middels een wildcard een plaats op het Australian Open voor het vrouwendubbelspel. Later dat jaar won zij haar eerste ITF-titel in het enkelspel, in Brussel – in de finale versloeg zij de Belgische Kimberley Zimmermann.
In mei 2019 won Perez haar eerste WTA-titel, op het toernooi van Straatsburg in het dubbelspel, samen met landgenote Darja Gavrilova. Tot op heden(juni 2025) won zij elf WTA-titels, de tweede in november 2019 in Houston, samen met de Braziliaanse Luisa Stefani, de derde in maart 2021 op het WTA-toernooi van Guadalajara, met landgenote Astra Sharma aan haar zijde, de vierde in oktober 2021 op het WTA-toernooi van Tenerife, geflankeerd door Ulrikke Eikeri uit Noorwegen, en de vijfde in 2022 in Rosmalen samen met de Sloveense Tamara Zidanšek.
Tijdens het Noord-Amerikaanse hardcourt-seizoen van augustus 2022 speelde Perez samen met de Amerikaanse Nicole Melichar-Martinez, met wie zij drie achtereenvolgende weken een WTA-finale bereikte. Na twee keer mis-schieten, op de WTA 1000-toernooien van Toronto en Cincinnati, was het de derde keer raak op het WTA 250-toernooi van Cleveland waar zij haar zesde WTA-titel won. Op het US Open bereikte dit duo de halve finale, haar beste grandslamresultaat tot dat moment. Daarmee steeg zij naar de mondiale top 20 in het dubbelspel. In september volgde dan weer een niet-verzilverde finale in Tokio.
In mei 2023 won Perez haar zevende WTA-titel op het WTA 125-toernooi van Reus, nu samen met landgenote Storm Hunter. Terug met Melichar bereikte zij op Roland Garros de halve finale – door dit resultaat trad zij toe tot de top tien van de wereldranglijst. In november bereikte zij met Melichar de finale van het eindejaarstoernooi. Tot op heden(juni 2025) bereikte zij met Melichar vijftien finales, waarvan zij er vier wonnen, de meest recente op het WTA-toernooi van Bad Homburg 2024.
In februari 2025 won Perez, nu spelend aan de zijde van de Letse Jeļena Ostapenko, haar elfde WTA-dubbelspeltitel in Abu Dhabi.

### Tennis in teamverband
In de periode 2021–2024 maakte Perez deel uit van het Australische Fed Cup-team – zij bereikte daar een winst/verlies-balans van 4–3.

## Posities op deWTA-ranglijst
Positie per einde seizoen:
| jaar | rang enkelspel | rang dubbelspel |
| ---- | -------------- | --------------- |
| 2013 | 891            | 957             |
| 2014 | 655            | 517             |
| 2015 | 1199           | 686             |
| 2016 | 632            | 414             |
| 2017 | 343            | 205             |
| 2018 | 181            | 88              |
| 2019 | 241            | 65              |
| 2020 | 234            | 47              |
| 2021 | 193            | 42              |
| 2022 | 363            | 20              |
| 2023 | 500            | 17              |
| 2024 | –              | 13              |

## Resultaten grandslamtoernooien
| Legenda | Legenda                          |
| ------- | -------------------------------- |
| g.t.    | geen toernooi gehouden           |
| l.c.    | lagere categorie                 |
| –       | niet deelgenomen                 |
| G       | uitgeschakeld in de groepsfase   |
| 1R      | uitgeschakeld in de eerste ronde |
| 2R      | uitgeschakeld in de tweede ronde |
| 3R      | uitgeschakeld in de derde ronde  |
| 4R      | uitgeschakeld in de vierde ronde |
| KF      | uitgeschakeld in de kwartfinale  |
| HF      | uitgeschakeld in de halve finale |
| F       | de finale verloren               |
| W       | het toernooi gewonnen            |
| w-v     | winst/verlies-balans             |

### Enkelspel
| Australian Open | –  | 1R | –  |
| Roland Garros   | –  | –  | –  |
| Wimbledon       | –  | –  | 1R |
| US Open         | 1R | –  | –  |

### Vrouwendubbelspel
| toernooi        | 2016 | 2017 | 2018 | 2019 | 2020 | 2021 | 2022 | 2023 | 2024 | 2025 |
| --------------- | ---- | ---- | ---- | ---- | ---- | ---- | ---- | ---- | ---- | ---- |
| Australian Open | 1R   | 1R   | 2R   | 1R   | 1R   | 1R   | 2R   | 2R   | 1R   | 2R   |
| Roland Garros   | –    | –    | –    | –    | 1R   | 2R   | 1R   | HF   | 3R   | 1R   |
| Wimbledon       | –    | –    | –    | 1R   | g.t. | 1R   | KF   | 1R   | 2R   |      |
| US Open         | –    | –    | –    | 3R   | 1R   | 2R   | HF   | 2R   | KF   |      |

### Gemengd dubbelspel
| toernooi        | 2020 | 2021 | 2022 | 2023 | 2024 | 2025 |
| --------------- | ---- | ---- | ---- | ---- | ---- | ---- |
| Australian Open | 1R   | 2R   | 2R   | –    | 2R   | KF   |
| Roland Garros   | g.t. | –    | –    | 1R   | KF   | 1R   |
| Wimbledon       | g.t. | –    | 2R   | KF   | 1R   |      |
| US Open         | g.t. | KF   | 2R   | KF   | KF   |      |

## Palmares
| Legenda                 |
| ----------------------- |
| Grandslamtoernooi       |
| Olympische Spelen       |
| Year-End Championships  |
| Premier Mandatory       |
| Premier Five / WTA 1000 |
| Premier / WTA 500       |
| International / WTA 250 |
| Challenger / WTA 125    |

### WTA-finaleplaatsen enkelspel
geen

### WTA-finaleplaatsen vrouwendubbelspel
| nr.              | finale     | toernooi        | ondergrond    | partner                  | tegenstandsters                      | score             |         |
| ---------------- | ---------- | --------------- | ------------- | ------------------------ | ------------------------------------ | ----------------- | ------- |
| gewonnen finales |            |                 |               |                          |                                      |                   |         |
| 01.              | 2019-05-25 | WTA Straatsburg | gravel        | Darja Gavrilova          | Duan Yingying Han Xinyun             | 6-4, 6-3          | details |
| 02.              | 2019-11-16 | WTA Houston     | hardcourt     | Luisa Stefani            | Sharon Fichman Ena Shibahara         | 1-6, 6-4, [10-5]  | details |
| 03.              | 2021-03-13 | WTA Guadalajara | hardcourt     | Astra Sharma             | Desirae Krawczyk Giuliana Olmos      | 6-4, 6-4          | details |
| 04.              | 2021-10-23 | WTA Tenerife    | hardcourt     | Ulrikke Eikeri           | Ljoedmyla Kitsjenok Marta Kostjoek   | 6-3, 6-7, [10-5]  | details |
| 05.              | 2022-06-11 | WTA Rosmalen    | gras          | Tamara Zidanšek          | Veronika Koedermetova Elise Mertens  | 6-3, 5-7, [12-10] | details |
| 06.              | 2022-08-27 | WTA Cleveland   | hardcourt     | Nicole Melichar-Martinez | Anna Danilina Aleksandra Krunić      | 7-5, 6-3          | details |
| 07.              | 2023-05-06 | WTA Reus        | gravel        | Storm Hunter             | Alexa Guarachi Erin Routliffe        | 6-1, 7-6          | details |
| 08.              | 2024-03-03 | WTA San Diego   | hardcourt     | Nicole Melichar-Martinez | Desirae Krawczyk Jessica Pegula      | 6-1, 6-2          | details |
| 09.              | 2024-05-04 | WTA Lleida      | gravel        | Nicole Melichar-Martinez | Katarzyna Piter Mayar Sherif         | 7-5, 6-2          | details |
| 10.              | 2024-06-29 | WTA Bad Homburg | gras          | Nicole Melichar-Martinez | Chan Hao-ching Veronika Koedermetova | 4-6, 6-3, [10-8]  | details |
| 11.              | 2025-02-08 | WTA Abu Dhabi   | hardcourt     | Jeļena Ostapenko         | Kristina Mladenovic Zhang Shuai      | 6-2, 6-1          | details |
| verloren finales |            |                 |               |                          |                                      |                   |         |
| 01.              | 2019-06-16 | WTA Nottingham  | gras          | Arina Rodionova          | Desirae Krawczyk Giuliana Olmos      | 6-7, 5-7          | details |
| 02.              | 2020-02-16 | WTA Hua Hin     | hardcourt     | Barbara Haas             | Arina Rodionova Storm Sanders        | 3-6, 3-6          | details |
| 03.              | 2020-09-13 | WTA Istanbul    | gravel        | Storm Sanders            | Alexa Guarachi Desirae Krawczyk      | 1-6, 3-6          | details |
| 04.              | 2021-04-18 | WTA Charleston  | gravel        | Storm Sanders            | Hailey Baptiste Caty McNally         | 7-6, 4-6, [6-10]  | details |
| 05.              | 2021-06-20 | WTA Birmingham  | gras          | Ons Jabeur               | Marie Bouzková Lucie Hradecká        | 4-6, 6-2, [8-10]  | details |
| 06.              | 2022-08-14 | WTA Toronto     | hardcourt     | Nicole Melichar-Martinez | Cori Gauff Jessica Pegula            | 4-6, 7-6, [5-10]  | details |
| 07.              | 2022-08-20 | WTA Cincinnati  | hardcourt     | Nicole Melichar-Martinez | Ljoedmyla Kitsjenok Jeļena Ostapenko | 6-7, 3-6          | details |
| 08.              | 2022-09-25 | WTA Tokio       | hardcourt     | Nicole Melichar-Martinez | Gabriela Dabrowski Giuliana Olmos    | 4-6, 4-6          | details |
| 09.              | 2023-03-05 | WTA Austin      | hardcourt     | Nicole Melichar-Martinez | Erin Routliffe Aldila Sutjiadi       | 4-6, 6-3, [8-10]  | details |
| 10.              | 2023-07-01 | WTA Eastbourne  | gras          | Nicole Melichar-Martinez | Desirae Krawczyk Demi Schuurs        | 2-6, 4-6          | details |
| 11.              | 2023-08-19 | WTA Cincinnati  | hardcourt     | Nicole Melichar-Martinez | Alycia Parks Taylor Townsend         | 7-6, 4-6, [6-10]  | details |
| 12.              | 2023-08-26 | WTA Cleveland   | hardcourt     | Nicole Melichar-Martinez | Miyu Kato Aldila Sutjiadi            | 4-6, 7-6, [8-10]  | details |
| 13.              | 2023-11-06 | WTA Finals      | hardcourt     | Nicole Melichar-Martinez | Laura Siegemund Vera Zvonarjova      | 4-6, 4-6          | details |
| 14.              | 2024-02-04 | WTA Linz        | hardcourt (i) | Nicole Melichar-Martinez | Sara Errani Jasmine Paolini          | 5-7, 6-4, [7-10]  | details |
| 15.              | 2024-02-24 | WTA Dubai       | hardcourt     | Nicole Melichar-Martinez | Storm Hunter Kateřina Siniaková      | 4-6, 2-6          | details |
| 16.              | 2024-10-20 | WTA Ningbo      | hardcourt     | Nicole Melichar-Martinez | Demi Schuurs Yuan Yue                | 3-6, 3-6          | details |
| 17.              | 2025-06-28 | WTA Bad Homburg | gras          | Ljoedmyla Kitsjenok      | Guo Hanyu Aleksandra Panova          | 6-4, 6-7, [5-10]  | details |